# Nachal Chever

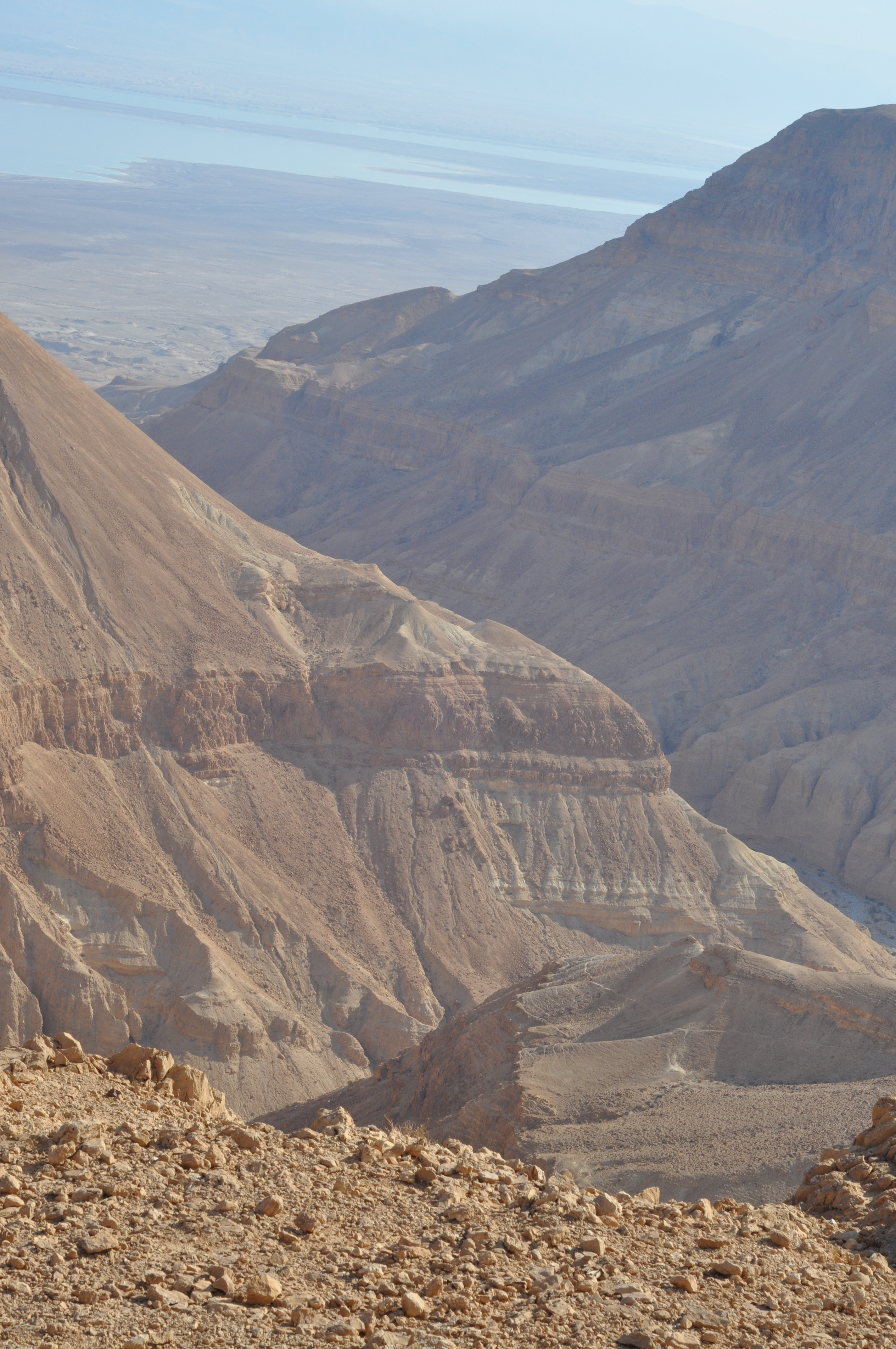
Blick auf das Nachal Chever

Nachal Chever (hebräisch נַחַל חֶבֶר, auch Naḥal Ḥever, arabisch وادي الخبراء, DMG wādī al-Ḫabrā) ist ein Wadi in der Judäischen Wüste. Es beginnt südöstlich von Hebron, erstreckt sich in östlicher Richtung und mündet etwa 5 km südlich von En Gedi ins Tote Meer. Der Unterlauf des Wadis liegt in Israel, der Oberlauf lag von 1948 bis 1967 in Jordanien (heute: Westjordanland). Seine Bedeutung für Archäologie und Geschichte liegt in Funden aus der Zeit Bar-Kochbas, darunter antike Papyri (die meisten aus den ersten beiden Jahrhunderten n. Chr.), die in mehreren Höhlen des Wadis entdeckt wurden.
Der arabische Name des Wadis leitet sich vom alten hebräischen Namen Chevron der Stadt Hebron ab (arabisch al-Chalīl). Der (moderne) hebräische Name ist wiederum eine Ableitung aus dem arabischen Namen.
Im Oberlauf des Wadis gibt es einige Wanderwege und Pisten, während der Unterlauf für Besucher gesperrt ist, da dort seltene Raubvögel brüten.

## Archäologie und Geschichte

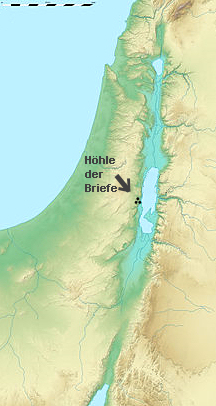
Lage der Briefhöhle im Nachal Chever

1953, wenige Jahre nach der Entdeckung der ersten Qumran-Schriften, begannen israelische Archäologen mit der Untersuchung des israelischen Teils (des Unterlaufs) des Wadis. Kurz zuvor hatten Beduinen an einem nicht näher bestimmten Ort (unklar, auf welcher Seite der israelisch-jordanischen Grenze) antike Dokumente entdeckt, die sie an das Palestine Archaeological Museum (heute: Rockefeller-Museum) in Jerusalem verkauften. Die archäologischen Untersuchungen konzentrierten sich auf die so genannte Briefhöhle (engl. Cave of Letters) in der Nordflanke des Wadis, auch „5/6Ḥev“ genannt (die doppelte Nummerierung rührt vom doppelten Höhleneingang her), die zuvor schon von den Beduinen ausgeräumt worden war. Es konnte eine Nutzung der Höhle in der Zeit des Bar-Kochba-Aufstands nachgewiesen werden.
1955 wurde vom israelischen Archäologen Yohanan Aharoni in der Südflanke des Wadis eine weitere Höhle untersucht, die ebenfalls bereits von den Beduinen ausgeräumt war. Es ist die so genannte Schreckenshöhle (engl. Cave of Horror, auch „8Ḥev“).
1960 und 1961 wurden unter Leitung des israelischen Archäologen Yigael Yadin ausgedehnte Ausgrabungen im Nachal Chever und den benachbarten Tälern durchgeführt, darunter auch in den beiden erwähnten Höhlen und in einem römischen Militärlager am Rand der Hochebene nördlich des Wadis. In einigen Höhlen des Wadis wurden Besiedlungsspuren aus der Kupfersteinzeit entdeckt.
Das Römerlager oberhalb der Briefhöhle kontrollierte den einzigen Zugang zur Briefhöhle, da die Höhle von unten unerreichbar war (und ist). Die Römer konnten so die Rebellen des Bar-Kochba-Aufstands, die sich dort verschanzt hatten, belagern und sie von der Wasserversorgung abschneiden. Das Lager ist ein ummauertes, unregelmäßiges Viereck an der Riffkante mit einer Seitenlänge von gut 100 m und bot Platz für ungefähr 100 Soldaten.
Ein weiteres Römerlager existierte auf der anderen, der Südseite des Wadis, über der Schreckenshöhle. Mit diesem konnten Informationen über Bewegungen der Aufständischen in den jeweils gegenüber liegenden Höhlen ausgetauscht werden.
Die Briefhöhle, 5/6Ḥev, liegt etwa 100 m unterhalb des Römerlagers. Sie hat zwei Eingänge. Im Innern öffnen sich drei große Hallen mit einem sehr engen Durchgang zwischen der ersten („Halle A“) und der zweiten. Die Höhle erreicht eine maximale Tiefe von gut 150 m. In Halle A wurden während Yadins Ausgrabungen etwa 25 Bronzegeräte und -gefäße entdeckt, die die Bewohner hier versteckt hatten. An verschiedenen Stellen in der Höhle wurden antike Dokumente gefunden, darunter Briefe Bar Kochbas (5/6Ḥev49-63) und das Archiv der Babatha (5/6Ḥev1-35). In einer Nische von Halle C fand man Reste von 19 Skeletten, die meisten davon von Frauen und Kindern, die dort zweitbestattet wurden.
Die Schreckenshöhle, 8Ḥev, wurde so benannt aufgrund der zahlreichen Skelette, die in ihr gefunden wurden. Sie ist nur mit Seilen oder Leitern von oben zu erreichen und ist etwa 65 m tief. Die Ausgrabungen von Y. Aharoni fanden zahlreiche Keramik aus der Kupfersteinzeit (ca. 3500 v. Chr.) und viele Funde aus der Zeit des Bar-Kochba-Aufstandes, darunter Keramik, Münzen, einige Papyrusfragmente und Ostraka sowie die erwähnten Skelette, von denen einige unbestattet waren. Die letzten Bewohner der Höhle starben durch ein Feuer in der Höhle. Es ist unklar, ob es sich dabei um kollektiven Selbstmord handelte (wie in Masada) oder um eine Aktion der römischen Soldaten.

## Die Dokumente aus dem Nachal Chever
Im Folgenden eine Auflistung der im Nachal Chever gefundenen Texte. Wenn nicht anders angegeben, sind die Texte auf Papyrus geschrieben. Die Datumsangaben der Dokumente sind annäherungsweise in den julianischen Kalender umgerechnet (ohne weitere Angaben: n. Chr.).
Anstelle der Bezeichnung „5/6Ḥev“ findet sich bisweilen, vor allem in israelischen Publikationen, die Bezeichnung „P. (Papyrus) Yadin“, zu Ehren von Yigael Yadin, der die Veröffentlichung dieser Texte vorbereitete, aber vor Vollendung dieser Arbeit starb (1983).
Als „XḤev/Se“ werden die Dokumente bezeichnet, die 1951 oder 1952 von Beduinen an einem nicht näher bestimmten Ort gefunden wurden, entweder im Nachal Chever oder im Wadi Seiyal (hebr.: Nachal Ze’elim). Wadi Seiyal liegt etwa 9 km südlich vom Nachal Chever und war damals ebenfalls in einen jordanischen Teil (den Oberlauf) und einen israelischen geteilt. Von einigen dieser Dokumente wurden während der archäologischen Ausgrabungen weitere Fragmente in der Briefhöhle gefunden, von einem (8Ḥev1) in der Schreckenshöhle. Daher ist für diese Dokumente die Herkunft von dort belegt, für die anderen (oder zumindest einen Teil davon) wahrscheinlich.
| Dokument     | Sprache     | Datierung                                   | Inhalt                               | Bemerkungen |
| ------------ | ----------- | ------------------------------------------- | ------------------------------------ | --- |
| 5/6Ḥev1      | nabatäisch  | 8.8.94 (oder 18.8.93)                       | Schuldschein                         | Doppelurkunde |
| 5/6Ḥev1a     | hebräisch   | 50-68                                       | Biblischer Text (Num)                | = 5/6ḤevNuma; frühere Namen: XḤev/SeNuma, XḤev/Se1, 5/6ḤevNum, 5/6Ḥev40                                                            |
| 5/6Ḥev1b     | hebräisch   | 50-68                                       | Biblischer Text (Ps)                 | = 5/6ḤevPs; frühere Namen: XḤev/SePs, XḤev/Se4, 5/6Ḥev41                                                                           |
| 5/6Ḥev2      | nabatäisch  | 16.11.98 (oder 26.11.97)                    | Grundstücksverkaufsvertrag           | Doppelurkunde |
| 5/6Ḥev3      | nabatäisch  | 15.12.98 (oder 25.12.97)                    | Grundstücksverkaufsvertrag           | Doppelurkunde; das verkaufte Grundstück ist dasselbe wie in 5/6Ḥev2                                                                |
| 5/6Ḥev4      | nabatäisch  | 98/99 oder 97/98                            | Bürgschaft?                          | Doppelurkunde? |
| 5/6Ḥev5      | griechisch  | 2.6.110                                     | Bestätigung eines Guthabens          | |
| 5/6Ḥev6      | nabatäisch  | 119                                         | Pachtvertrag                         | Unterschriften in aramäischer Schrift                                                                                              |
| 5/6Ḥev7      | aramäisch   | 8.7.120                                     | Guthabensübertragung                 | Doppelurkunde; fast vollständig erhalten                                                                                           |
| 5/6Ḥev8      | aramäisch   | 25.6.122                                    | Kaufvertrag                          | Kaufobjekt: ein weißer Esel und ein weiteres, weibliches Tier                                                                      |
| 5/6Ḥev9      | nabatäisch  | 122                                         | Verzichtserklärung?                  | |
| 5/6Ḥev10     | aramäisch   | vor 126                                     | Ehevertrag (Ketubba)                 | Ehevertrag der Babatha (ihre zweite Ehe)                                                                                           |
| 5/6Ḥev11     | griechisch  | 6.5.124                                     | Hypothek                             | Doppelurkunde |
| 5/6Ḥev12     | griechisch  | 1. Hälfte 124                               | Ratsmemorandum                       | Doppelurkunde; Ernennung zweier Vormünder für den Sohn der Babatha                                                                 |
| 5/6Ḥev13     | griechisch  | 2. Hälfte 124                               | Petition                             | Beschwerde Babathas über unzureichende Versorgung ihres Sohnes                                                                     |
| 5/6Ḥev14     | griechisch  | 11./12.10.126                               | Vorladung                            | Beschwerde Babathas über unzureichende Versorgung ihres Sohnes                                                                     |
| 5/6Ḥev15     | griechisch  | 11./12.10.126                               | Amtsenthebung                        | Doppelurkunde; Beschwerde Babathas über unzureichende Versorgung ihres Sohnes                                                      |
| 5/6Ḥev16     | griechisch  | 2.12.127                                    | Grundstücksregistrierung             | Doppelurkunde |
| 5/6Ḥev17     | griechisch  | 21.2.128                                    | Guthaben                             | Doppelurkunde |
| 5/6Ḥev18     | griechisch  | 5.4.128                                     | Ehevertrag                           | Doppelurkunde; im Namen des Brautvaters geschrieben                                                                                |
| 5/6Ḥev19     | griechisch  | 16.4.128                                    | Geschenkquittung                     | Doppelurkunde |
| 5/6Ḥev20     | griechisch  | 19.6.130                                    | Rechteabtretung                      | Doppelurkunde |
| 5/6Ḥev21     | griechisch  | 11.9.130                                    | Kaufvertrag                          | Fast vollständig erhalten |
| 5/6Ḥev22     | griechisch  | 11.9.130                                    | Verkaufsvertrag                      | Behandelt denselben Kaufvorgang wie 5/6Ḥev21gr, aber aus der Sicht der Verkäuferin                                                 |
| 5/6Ḥev23     | griechisch  | 17.11.130                                   | Vorladung                            | Doppelurkunde |
| 5/6Ḥev24     | griechisch  | 17.11.130?                                  | Aufforderung zur Rechtfertigung      | Doppelurkunde |
| 5/6Ḥev25     | griechisch  | 9.7.131                                     | Vorladung                            | Doppelurkunde |
| 5/6Ḥev26     | griechisch  | 9.7.131                                     | Vorladung                            | Doppelurkunde |
| 5/6Ḥev27     | griechisch  | 19.8.132                                    | Quittung                             | Quittiert den Empfang von 6 Denaren, den Unterhalt eines Halbwaisen für 3 Monate                                                   |
| 5/6Ḥev28     | griechisch  | 124-126                                     | Rechtsvorschrift                     | Text identisch mit 5/6Ḥev29 |
| 5/6Ḥev29     | griechisch  | 124-126                                     | Rechtsvorschrift                     | Text identisch mit 5/6Ḥev28 |
| 5/6Ḥev30     | griechisch  | 124-126                                     | Rechtsvorschrift                     | Text fast identisch mit 5/6Ḥev28+29                                                                                                |
| 5/6Ḥev31     | griechisch  | 110                                         | Vertrag?                             | Doppelurkunde |
| 5/6Ḥev32     | griechisch  |                                             | Vertrag?                             | Doppelurkunde |
| 5/6Ḥev32a    | griechisch  |                                             | Vertrag?                             | Wenige lesbare Wörter |
| 5/6Ḥev33     | griechisch  | 124-126?                                    | Gesuch                               | Doppelurkunde |
| 5/6Ḥev34     | griechisch  | Juli 131?                                   | Gesuch                               | Unvollendete Doppelurkunde, von der nur der untere (äußere) Text geschrieben wurde                                                 |
| 5/6Ḥev35     | griechisch  | Juni – September 132?                       | Vorladung?                           | Doppelurkunde? |
| 5/6Ḥev36     | nabatäisch  | 58–67                                       | Pfandauslösung                       | Auch bezeichnet als XḤev/Se nab1 oder „Papyrus Starcky“; größtes juristisches Dokument aus der judäischen Wüste (80 cm lang)       |
| 5/6Ḥev36a    | nabatäisch  |                                             |                                      | Beidseitig beschriebenes Fragment mit wenigen lesbaren Wörtern; Teil von 5/6Ḥev36                                                  |
| 5/6Ḥev36b    | nabatäisch  |                                             |                                      | Fragment mit wenigen lesbaren Wörtern; Teil von 5/6Ḥev36                                                                           |
| 5/6Ḥev37     | griechisch  | 25.4.127                                    | Ehevertrag                           | = XḤev/Se65 |
| 5/6Ḥev38     | nabatäisch  |                                             |                                      | Verso von 5/6Ḥev34 (?), eine Unterschrift erhalten                                                                                 |
| 5/6Ḥev39     | nabatäisch  |                                             |                                      | Kaum lesbare Buchstaben |
| 5/6Ḥev40     | hebräisch   |                                             | Biblischer Text                      | Umbenannt in 5/6Ḥev1b |
| 5/6Ḥev41     | hebräisch   |                                             | Biblischer Text                      | Umbenannt in 5/6Ḥev1a |
| 5/6Ḥev42     | aramäisch   | 24.4.133 (oder 5.4.132)                     | Pachtvertrag                         | |
| 5/6Ḥev43     | aramäisch   | 24.8.133 (oder 5.8.132)                     | Quittung                             | Quittiert einen Teil einer Pachtrate des Vertrags 5/6Ḥev42                                                                         |
| 5/6Ḥev44     | hebräisch   | 3.11.134                                    | Pachtvertrag                         | Teilung einer Pacht (vier Grundstücke in En-Gedi)                                                                                  |
| 5/6Ḥev45     | hebräisch   | 7.11.134                                    | Pachtvertrag                         | Weiterverpachtung, wahrscheinlich von einem der Grundstück aus 5/6Ḥev44                                                            |
| 5/6Ḥev46     | hebräisch   | 7.11.134                                    | Pachtvertrag                         | Verpachtung zweier Grundstücke in En-Gedi, eines davon erwähnt in 5/6Ḥev44                                                         |
| 5/6Ḥev47     | aramäisch   | 18.12.134                                   | Verkaufsvertrag                      | 2 Texte: einer aus der Sicht des Käufers, einer aus der des Verkäufers; Doppelurkunden                                             |
| 5/6Ḥev47a    |             |                                             |                                      | Oberer Text von 5/6Ḥev47 |
| 5/6Ḥev47b    |             |                                             |                                      | Unterer Text von 5/6Ḥev47 |
| 5/6Ḥev48     |             |                                             |                                      | Unbeschriebene Tierhaut |
| 5/6Ḥev49     | hebräisch   | 132–135                                     | Brief                                | Absender: Simon, Sohn des Kosiba (Bar Kochba)                                                                                      |
| 5/6Ḥev50     | aramäisch   | 132–135                                     | Brief                                | Absender: Simon, Sohn des Kosiba                                                                                                   |
| 5/6Ḥev51     | hebräisch   | 132–135                                     | Brief                                | Absender: [Simo]n (Sohn des Kosiba)                                                                                                |
| 5/6Ḥev52     | griechisch  | Herbst 135?                                 | Brief                                | Gesuch um Sendung von Palmzweigen und Zitronen (für das Laubhüttenfest)                                                            |
| 5/6Ḥev53     | aramäisch   | 132–135                                     | Brief                                | Absender: Simon, Sohn des Kosiba                                                                                                   |
| 5/6Ḥev54     | aramäisch   | 132–135                                     | Brief                                | Absender: Simon, Sohn des Kosiba; geschrieben auf Holz                                                                             |
| 5/6Ḥev55     | aramäisch   | 132–135                                     | Brief                                | Absender: Simon, Sohn des Kosiba                                                                                                   |
| 5/6Ḥev56     | aramäisch   | 132–135                                     | Brief                                | Absender: Simon, Sohn des Kosiba                                                                                                   |
| 5/6Ḥev57     | aramäisch   | Herbst? 135                                 | Brief                                | Absender: Simon, Sohn des Kosiba; Gesuch um Sendung von Palmzweigen, Zitronen, Myrthen- und Weidenzweigen (für das Laubhüttenfest) |
| 5/6Ḥev58     | aramäisch   | 132–135                                     | Brief                                | Absender: Simon (Sohn des Kosiba)                                                                                                  |
| 5/6Ḥev59     | griechisch  | 132–135                                     | Brief                                | |
| 5/6Ḥev60     | aramäisch?  | 132–135                                     | Brief?                               | |
| 5/6Ḥev61     | hebräisch?  | 132–135                                     | Brief                                | Absender: Simon, Sohn[ des Kosiba]                                                                                                 |
| 5/6Ḥev62     | aramäisch?  | 132–135                                     | Brief?                               | Nur einzelne lesbare Buchstaben |
| 5/6Ḥev63     | aramäisch   | 132–135                                     | Brief                                | Absender: Simon, Sohn des Kosiba                                                                                                   |
| 5/6Ḥev64     | griechisch  |                                             |                                      | Nicht publiziert |
| 8Ḥev1        | griechisch  |                                             | Biblischer Text (Zwölfprophetenbuch) | = 8ḤevXIIgr |
| 8Ḥev2        | hebräisch   |                                             | Gebet                                | 3 Tierhautfragmente mit wenigen lesbaren Wörtern                                                                                   |
| 8Ḥev3        | hebr./aram. |                                             | Totengedenken?                       | 3 Fragmente, bei einem provisorisch bestatteten Leichnam platziert                                                                 |
| 8Ḥev4        | griechisch  |                                             |                                      | 3 Fragmente mit wenigen lesbaren Wörtern                                                                                           |
| 8Ḥev5        | hebräisch   |                                             | Name; "Friede"                       | Ostrakon, wahrscheinlich bei einem provisorisch bestatteten Leichnam platziert                                                     |
| 8Ḥev6        | aramäisch   |                                             | Name                                 | Ostrakon, wahrscheinlich bei einem provisorisch bestatteten Leichnam platziert                                                     |
| 8ḤevX        | hebr./aram. |                                             | Name                                 | Ostrakon, wahrscheinlich bei einem provisorisch bestatteten Leichnam platziert                                                     |
| 8ḤevX        | hebr./aram. |                                             | Segensformel?                        | Ostrakon, wahrscheinlich bei einem provisorisch bestatteten Leichnam platziert                                                     |
| XḤev/Se1     | hebräisch   | 50–68                                       | Biblischer Text (Num)                | umbenannt in 5/6ḤevNuma/ 5/6Ḥev1a                                                                                                  |
| XḤev/Se2     | hebräisch   | 50–68                                       | Biblischer Text (Num)                | = XḤev/SeNumb |
| XḤev/Se3     | hebräisch   | 50–68                                       | Biblischer Text (Deut)               | = XḤev/SeDeut |
| XḤev/Se4     | hebräisch   | 50–68                                       | Biblischer Text (Ps)                 | umbenannt in 5/6ḤevPs / 5/6Ḥev1b                                                                                                   |
| XḤev/Se5     | hebräisch   |                                             | Phylakterium                         | Tierhaut |
| XḤev/Se6     | hebräisch   |                                             | Eschatologischer Hymnus              | 3 Tierhautfragmente |
| XḤev/Se7     | aramäisch   | 135 (oder 134)                              | Grundstücksverkaufsvertrag           | Tierhaut; Doppelurkunde |
| XḤev/Se8     | hebr./aram. | 134/135                                     | Hausverkaufsvertrag                  | Doppelurkunde: oberer Text aramäisch, unterer Text hebräisch                                                                       |
| XḤev/Se8a    | aramäisch   | 135 (oder 134)                              | Hausverkaufsvertrag                  | |
| XḤev/Se9     | aramäisch   | Mitte 1. Jh.                                | Grundstücksverkaufsvertrag           | Doppelurkunde |
| XḤev/Se9a    | aramäisch   |                                             | Vertrag?                             | Doppelurkunde? Wenige Wörter erhalten                                                                                              |
| XḤev/Se10    | aramäisch   | 30 v. Chr.–68 n. Chr.                       | Strafzahlungsquittung?               | |
| XḤev/Se11    | aramäisch   | 2. Hälfte 1./ Anfang 2. Jh.                 | Ehevertrag?                          | Doppelurkunde |
| XḤev/Se12    | aramäisch   | 2.2.131                                     | Quittung                             | |
| XḤev/Se13    | aramäisch   | 20.6.135 (oder 1.6.134)                     | Verzichtserklärung                   | Frau erklärt, keine Ansprüche mehr gegen ihren geschiedenen Mann zu haben                                                          |
| XḤev/Se14    | aramäisch?  |                                             | Vertrag?                             | Wenige Wörter erhalten |
| XḤev/Se15    | aramäisch   |                                             |                                      | Wenige Buchstaben erhalten |
| XḤev/Se16    | hebr./aram. |                                             |                                      | Wenige Buchstaben erhalten |
| XḤev/Se17    | hebr./aram. |                                             |                                      | Wenige Buchstaben erhalten |
| XḤev/Se18    |             |                                             |                                      | Keine lesbaren Buchstaben |
| XḤev/Se19    | hebr./aram. |                                             |                                      | Wenige Buchstaben erhalten |
| XḤev/Se20    |             |                                             |                                      | Nummer nicht vergeben |
| XḤev/Se21    | aramäisch   | 2. Hälfte 1./ Anfang 2. Jh.                 | Grundstücksverkaufsvertrag           | Doppelurkunde |
| XḤev/Se22    | aramäisch   | 2. Hälfte 1./ Anfang 2. Jh.                 | Grundstücksverkaufsvertrag           | Doppelurkunde |
| XḤev/Se23    | aramäisch   | Ende 1./ Anfang 2. Jh.                      | Verkaufsvertrag                      | |
| XḤev/Se24    | aramäisch   |                                             | Vertrag                              | Doppelurkunde |
| XḤev/Se24a   | aramäisch   | Ende 1. Jh. v. Chr. – Anfang 2. Jh. n. Chr. | Kaufvertrag                          | |
| XḤev/Se25    | aramäisch   |                                             | Vertrag                              | Doppelurkunde |
| XḤev/Se26    | aramäisch   | Ende 1. Jh. v. Chr. – Anfang 2. Jh. n. Chr. | Pfandvertrag                         | |
| XḤev/Se27    | aramäisch   | Ende 1./ Anfang 2. Jh.                      | Vertrag                              | Wenige Buchstaben erhalten |
| XḤev/Se28    | hebr./aram. |                                             |                                      | Wenige Buchstaben erhalten |
| XḤev/Se29    | hebr./aram. |                                             |                                      | Wenige Buchstaben erhalten |
| XḤev/Se30    | hebräisch   | 132–135                                     | Brief                                | Empfänger: "Simon, Sohn des Kosiba, Fürst Israels"                                                                                 |
| XḤev/Se31    | aramäisch   |                                             | Vertrag                              | |
| XḤev/Se32    | aramäisch   |                                             | Vertrag                              | = 4Q347 (stammt höchstwahrscheinlich nicht aus Qumran)                                                                             |
| XḤev/Se33    | aramäisch   |                                             |                                      | Wenige Wörter erhalten (zwei identische Zeilen)                                                                                    |
| XḤev/Se34    | aramäisch   |                                             | Vertrag                              | Wenige Wörter erhalten |
| XḤev/Se35    | aramäisch   |                                             |                                      | Wenige Wörter erhalten |
| XḤev/Se36    | hebr./aram. | 132–135                                     |                                      | 1 Wort erhalten ("Kosiba") |
| XḤev/Se37    | aramäisch?  | Ende 1. Jh. v. Chr. – Anfang 2. Jh. n. Chr. | Vertrag?                             | Wenige Wörter erhalten |
| XḤev/Se38a   | hebr./aram. |                                             |                                      | Wenige Buchstaben erhalten |
| XḤev/Se38b   | hebr./aram. |                                             |                                      | Wenige Buchstaben erhalten; gehört eventuell zu XḤev/Se9                                                                           |
| XḤev/Se39    |             |                                             |                                      | Keine lesbaren Buchstaben |
| XḤev/Se40    | hebr./aram. |                                             |                                      | Wenige Buchstaben erhalten |
| XḤev/Se41    | aramäisch   |                                             |                                      | Wenige Wörter erhalten |
| XḤev/Se42    | hebr./aram. |                                             |                                      | Wenige Wörter erhalten |
| XḤev/Se43    | hebr./aram. |                                             |                                      | Wenige Buchstaben erhalten |
| XḤev/Se44    | hebr./aram. |                                             |                                      | Wenige Buchstaben erhalten |
| XḤev/Se45    |             |                                             |                                      | Keine lesbaren Buchstaben |
| XḤev/Se46    | hebr./aram. |                                             |                                      | Wenige Buchstaben erhalten |
| XḤev/Se47a   | hebr./aram. |                                             |                                      | Wenige Buchstaben erhalten |
| XḤev/Se47b   | hebr./aram. |                                             |                                      | Wenige Buchstaben erhalten |
| XḤev/Se47c   | hebr./aram. |                                             |                                      | Wenige Buchstaben erhalten |
| XḤev/Se47d   |             |                                             |                                      | Keine lesbaren Buchstaben |
| XḤev/Se47e   | hebr./aram. |                                             |                                      | Wenige Buchstaben erhalten |
| XḤev/Se47f   | hebr./aram. |                                             |                                      | Wenige Buchstaben erhalten |
| XḤev/Se47g   | hebr./aram. |                                             |                                      | Wenige Buchstaben erhalten |
| XḤev/Se47h   | hebr./aram. |                                             |                                      | Wenige Buchstaben erhalten |
| XḤev/Se48    |             |                                             |                                      | Nummer nicht vergeben |
| XḤev/Se49    | hebräisch   | 5.12.133                                    | Schuldschein                         | Tierhaut |
| XḤev/Se50    | aramäisch   | 2. Hälfte 1./ Anfang 2. Jh.                 | Grundstücksverkaufsvertrag           | = Mur26; Doppelurkunde |
| XḤev/Se51    | aramäisch   |                                             | Vertrag?                             | Nummer doppelt vergeben |
| XḤev/Se51    | aramäisch   | 3.12.138 / 22.11.139 / 10.11.140            | Empfangsbestätigung                  | Nummer doppelt vergeben |
| XḤev/Se52    | aramäisch   |                                             | Vertrag                              | Auch bezeichnet als 34Ṣe3 |
| XḤev/Se53    |             |                                             |                                      | Nummer nicht vergeben |
| XḤev/Se54    |             |                                             |                                      | Nummer nicht vergeben |
| XḤev/Se55    |             |                                             |                                      | Nummer nicht vergeben |
| XḤev/Se56    |             |                                             |                                      | Nummer nicht vergeben |
| XḤev/Se57    |             |                                             |                                      | Nummer nicht vergeben |
| XḤev/Se58    |             |                                             |                                      | Nummer nicht vergeben |
| XḤev/Se59    |             |                                             |                                      | Nummer nicht vergeben |
| XḤev/Se60    | griechisch  | 29.1.125                                    | Steuer-/ Pachtquittung               | |
| XḤev/Se61    | griechisch  | 25.4.127                                    | Grundstücksregistrierung             | Doppelurkunde? |
| XḤev/Se62    | griechisch  | 4./11.12.127                                | Grundstücksregistrierung             | Doppelurkunde |
| XḤev/Se63    | griechisch  | 127                                         | Verzichtserklärung                   | Frau erklärt, keine Ansprüche mehr gegen ihre verwitwete Mutter zu haben                                                           |
| XḤev/Se64    | griechisch  | 6./9.11.129                                 | Schenkung                            | Doppelurkunde; Unterschriften: aramäisch und nabatäisch                                                                            |
| XḤev/Se65    | griechisch  | 7.8.131                                     | Ehevertrag                           | = 5/6Ḥev37; Doppelurkunde |
| XḤev/Se66    | griechisch  | 109 (oder 99)                               | Pfandvertrag                         | |
| XḤev/Se67    | griechisch  | vor 129                                     | Brief                                | |
| XḤev/Se68    | griechisch  |                                             |                                      | Wenige Wörter erhalten |
| XḤev/Se69    | griechisch  | 130                                         | Ehevertrag                           | Doppelurkunde |
| XḤev/Se70    | griechisch  |                                             |                                      | Wenige Wörter erhalten |
| XḤev/Se71    | griechisch  |                                             |                                      | |
| XḤev/Se72    | griechisch  |                                             |                                      | Wenige Wörter erhalten |
| XḤev/Se73    | griechisch  |                                             |                                      | Wenige Wörter erhalten |
| XḤev/Se nab1 | nabatäisch  |                                             |                                      | = 5/6Ḥev36 |
| XḤev/Se nab2 | nabatäisch  |                                             |                                      | = 5/6Ḥev2 |
| XḤev/Se nab3 | nabatäisch  |                                             |                                      | Nicht publiziert |
| XḤev/Se nab4 | nabatäisch  |                                             |                                      | Nicht publiziert |
| XḤev/Se nab5 | nabatäisch  |                                             |                                      | Nicht publiziert |
| XḤev/Se nab6 | nabatäisch  |                                             |                                      | Nicht publiziert |
| Ḥev/Se? 1-58 | griechisch  |                                             |                                      | Kleine Fragmente mit wenigen lesbaren Buchstaben                                                                                   |

Im März 2021 gab die Israelische Altertümerbehörde den Fund von Fragmenten einer 2.000 Jahre alten Schriftrolle bekannt. Sie enthält Bücher der kleinen Propheten, darunter Sacharja und Nahum, größtenteils in griechischer Übersetzung. Außerdem wurde ein rund 10.500 Jahre alter Korb gefunden und das Skelett eines vermutlich weiblichen Kindes.